# Mamonovo
Mamonovo (in russo Мамоново?) è una città della Russia, posta ai confini con la Polonia.
Fino al 1945 fu tedesca, e nota con il nome di Heiligenbeil. Prese il nome attuale in onore del generale sovietico Nikolaj Vasil'evič Mamonov.